# 沈琪
沈琪（1871年—1930年7月）字穆涵，天津静海岳家园村人，清朝及中华民国铁路工程师、建筑设计师。

## 生平
沈琪出身贫寒，自幼丧父，后考入天津北洋武备学堂铁路工程班首届读书，并于1893年毕业加入陆军。沈琪由于精通英语和德语，在军中任德文译员及军校德文教习多年。清朝末期，沈琪又回到铁路工程专业上来，历任胶济铁路、关内外铁路、京张铁路工程司、北京练兵公署大楼及兵部大楼监修、津浦铁路北段总稽查及会办、津浦铁路黄河大桥监修、津浦铁路南段副总稽查及会办等职。
中华民国初期，沈琪历任北洋政府交通部技正（1912年）、交通部路工司司长（1914年7月20日—1916年10月13日）、中华工程师学会会长（1915年—1917年、1919年—1922年）、交通部技监（1917年）、邮电学校代理校长（1917年）、铁路技术委员会副会长和会长（1918年、1919年）、交通部铁路管理学校校长（1919年2月—1921年4月）、津浦铁路北段（津韩段）总工程师（1920年）、交通部路政司司长（1922年5月13日—5月24日兼署）、交通史编纂处监修（1922年5月兼任）、京汉京绥铁路管理局局长（1922年7月）、交通大学北平铁道管理学院院长（1928年9月—1930年7月）等职。其中交通部铁路管理学校是于1919年由他倡办。
沈琪还是位建筑设计师。如今北京市张自忠路3号院内的灰砖洋楼即为他所设计，当年是清陆军部和海军部旧址，该楼始建于1906年（光绪三十二年），高两层，局部三层，面积近2200平方米，墙身采用砖柱和拱，屋顶采用木桁架和铁皮，并有大量精美砖雕，是现存规模最大且质量最好的晚清政府建筑。2007年，该建筑入选“20世纪中国最不该被遗忘的建筑”。
1930年7月，沈琪因患肺病，医治无效逝世，享年59岁。